# Trifolium
Trifolium é um género botânico pertencente à família Fabaceae, que inclui as plantas forrageiras geralmente conhecidas pelo nome comum de trevos. Inclui cerca de 300 espécies de plantas da subfamília das faboideas, amplamente distribuídas pelas regiões temperadas do hemisfério norte.

## Espécies
| - Trifolium acaule A. Rich. - Trifolium affine C. Presl - Trifolium africanum Ser. - Trifolium aintabense Boiss. & Hausskn. - Trifolium albopurpureum Torr. & A. Gray - Trifolium alexandrinum L. - Trifolium alpestre L. - Trifolium alpinum L. - Trifolium amabile Kunth - Trifolium ambiguum M. Bieb. - Trifolium amoenum Greene - Trifolium andersonii A. Gray - Trifolium andinum Nutt. - Trifolium andricum Lassen - Trifolium angulatum Waldst. & Kit. - Trifolium angustifolium L. - Trifolium apertum Bobrov - Trifolium argutum Banks & Sol. - Trifolium arvense L. - Trifolium attenuatum Greene - Trifolium aureum Pollich - Trifolium baccarinii Chiov. - Trifolium badium Schreb. - Trifolium barbeyi Gibelli & Belli - Trifolium barbigerum Torr. - Trifolium barnebyi (Isely) Dorn & Lichvar - Trifolium batmanicum Katzn. - Trifolium beckwithii W. H. Brewer ex S. Watson - Trifolium bejariense Moric. - Trifolium berytheum Boiss. & Blanche - Trifolium bifidum A. Gray - Trifolium bilineatum Fresen. - Trifolium billardierei Spreng. - Trifolium bivonae Guss. - Trifolium blancheanum Boiss. - Trifolium bocconei Savi - Trifolium boissieri Guss. ex Soy.-Will. & Godr. - Trifolium bolanderi A. Gray - Trifolium brandegeei S. Watson - Trifolium breweri S. Watson - Trifolium brutium Ten. - Trifolium buckwestiorum Isely - Trifolium bullatum Boiss. & Hausskn. - Trifolium burchellianum Ser. - Trifolium calcaricum J. L. Collins & Wieboldt - Trifolium calocephalum Fresen. - Trifolium campestre Schreb. - Trifolium canescens Willd. - Trifolium carolinianum Michx. - Trifolium caucasicum Tausch - Trifolium caudatum Boiss. - Trifolium cernuum Brot. - Trifolium cheranganiense J. B. Gillett - Trifolium cherleri L. - Trifolium chilaloense Thulin - Trifolium chilense Hook. & Arn. - Trifolium chlorotrichum Boiss. & Balansa - Trifolium ciliolatum Benth. - Trifolium cinctum DC. - Trifolium clusii Godr. & Gren. - Trifolium clypeatum L. - Trifolium congestum Guss. - Trifolium constantinopolitanum Ser. - Trifolium cryptopodium Steud. ex A. Rich. - Trifolium cyathiferum Lindl. - Trifolium dalmaticum Vis. - Trifolium dasyphyllum Torr. & A. Gray - Trifolium dasyurum C. Presl - Trifolium davisii M. Hossain - Trifolium decorum Chiov. - Trifolium depauperatum Desv. - Trifolium dichotomum Hook. & Arn. - Trifolium dichroanthoides Rech. f. - Trifolium dichroanthum Boiss. - Trifolium diffusum Ehrh. - Trifolium dolopium Heldr. & Hausskn. ex Gibelli & Belli - Trifolium douglasii House - Trifolium dubium Sibth., Lesser Hop Trefoil - Trifolium echinatum M. Bieb. - Trifolium elgonense J. B. Gillett - Trifolium eriocephalum Nutt. - Trifolium eriosphaerum Boiss. | - Trifolium erubescens Fenzl - Trifolium euxinum Zohary - Trifolium eximium Stephan ex Ser. - Trifolium fragiferum L. - Trifolium friscanum (S.L. Welsh) S.L. Welsh - Trifolium fucatum Lindl. - Trifolium gemellum Pourr. ex Willd. - Trifolium gillettianum Jacq.-Fél. - Trifolium glanduliferum Boiss. - Trifolium globosum L. - Trifolium glomeratum L. - Trifolium gordejevii (Kom.) Z. Wei - Trifolium gracilentum Torr. & A. Gray - Trifolium grandiflorum Schreb. - Trifolium gymnocarpon Nutt. - Trifolium haussknechtii Boiss. - Trifolium haydenii Porter - Trifolium heldreichianum (Gibelli & Belli) Hausskn. - Trifolium hirtum All. - Trifolium howellii S. Watson - Trifolium hybridum L. - Trifolium incarnatum L. - Trifolium israeliticum Zohary & Katzn. - Trifolium isthmocarpum Brot. - Trifolium jokerstii Vincent & Rand. Morgan - Trifolium juliani Batt. - Trifolium kingii S. Watson - Trifolium lanceolatum (J. B. Gillett) J. B. Gillett - Trifolium lappaceum L. - Trifolium latifolium (Hook.) Greene - Trifolium latinum Sebast. - Trifolium leibergii A. Nelson & J. F. Macbr. - Trifolium lemmonii S. Watson - Trifolium leucanthum M. Bieb. - Trifolium ligusticum Balb. ex Loisel. - Trifolium longidentatum Nábelek - Trifolium longipes Nutt. - Trifolium lucanicum Gasp. ex Guss. - Trifolium lugardii Bullock - Trifolium lupinaster L. - Trifolium macilentum Greene - Trifolium macraei Hook. & Arn. - Trifolium macrocephalum (Pursh) Poir. - Trifolium masaiense J. B. Gillett - Trifolium mattirolianum Chiov. - Trifolium mazanderanicum Rech. f. - Trifolium medium L. - Trifolium meduseum Blanche ex Boiss. - Trifolium meironense Zohary & Lerner - Trifolium michelianum Savi. - Trifolium micranthum Viv. - Trifolium microcephalum Pursh - Trifolium microdon Hook. & Arn. - Trifolium miegeanum Maire - Trifolium monanthum A. Gray - Trifolium montanum L. - Trifolium mucronatum Willd. ex Spreng. - Trifolium multinerve A. Rich. - Trifolium mutabile Port. - Trifolium nanum Torr. - Trifolium neurophyllum Greene - Trifolium nigrescens Viv. - Trifolium noricum Wulfen - Trifolium obscurum Savi - Trifolium obtusiflorum Hook. & Arn. - Trifolium ochroleucum Huds. - Trifolium oliganthum Steud. - Trifolium ornithopodioides L. - Trifolium owyheense Gilkey - Trifolium pachycalyx Zohary - Trifolium palaestinum Boiss. - Trifolium pallescens Schreb. - Trifolium pallidum Waldst. & Kit. - Trifolium pannonicum Jacq. - Trifolium parnassi Boiss. & Spruner - Trifolium parryi A. Gray - Trifolium patens Schreb. - Trifolium patulum Tausch - Trifolium pauciflorum d'Urv. - Trifolium petitianum A. Rich. - Trifolium philistaeum Zohary - Trifolium phitosianum N. Böhling et al. - Trifolium phleoides Pourr. ex Willd. | - Trifolium physanthum Hook. & Arn. - Trifolium physodes Steven ex M. Bieb. - Trifolium pichisermollii J. B. Gillett - Trifolium pignantii Brongn. & Bory - Trifolium pilczii Adamović - Trifolium pilulare Boiss. - Trifolium pinetorum Greene - Trifolium plebeium Boiss. - Trifolium plumosum Douglas - Trifolium polymorphum Poir. - Trifolium polyodon Greene - Trifolium polyphyllum C. A. Mey. - Trifolium polystachyum Fresen. - Trifolium praetermissum Greuter et al. - Trifolium pratense L., Red clover - Trifolium prophetarum M. Hossain - Trifolium pseudostriatum Baker f. - Trifolium purpureum Loisel. - Trifolium purseglovei J. B. Gillett - Trifolium quartinianum A. Rich. - Trifolium radicosum Boiss. & Hohen. - Trifolium reflexum L. - Trifolium repens L. - Trifolium resupinatum L. - Trifolium retusum L. - Trifolium riograndense Burkart - Trifolium roussaeanum Boiss. - Trifolium rubens L. - Trifolium rueppellianum Fresen. - Trifolium salmoneum Mouterde - Trifolium saxatile All. - Trifolium scabrum L. - Trifolium schimperi A. Rich. - Trifolium scutatum Boiss. - Trifolium sebastianii Savi - Trifolium semipilosum Fresen. - Trifolium setiferum Boiss. - Trifolium simense Fresen. - Trifolium sintenisii Freyn - Trifolium siskiyouense J. M. Gillett - Trifolium somalense Taub. - Trifolium spadiceum L. - Trifolium spananthum Thulin - Trifolium spumosum L. - Trifolium squamosum L. - Trifolium squarrosum L. - Trifolium stellatum L. - Trifolium steudneri Schweinf. - Trifolium stipulaceum Thunb. - Trifolium stoloniferum Muhl. ex A. Eaton - Trifolium stolzii Harms - Trifolium striatum L. - Trifolium strictum L. - Trifolium subterraneum L. - Trifolium suffocatum L. - Trifolium sylvaticum Gérard ex Loisel. - Trifolium tembense Fresen. - Trifolium thalii Vill. - Trifolium thompsonii C. V. Morton - Trifolium tomentosum L. - Trifolium triaristatum Bertero ex Colla - Trifolium trichocalyx A. Heller - Trifolium trichocephalum M. Bieb. - Trifolium trichopterum Pančić - Trifolium tumens Steven ex M. Bieb. - Trifolium ukingense Harms - Trifolium uniflorum L. - Trifolium usambarense Taub. - Trifolium variegatum Nutt. - Trifolium vavilovii Eig - Trifolium velebiticum Degen - Trifolium velenovskyi Vandas - Trifolium vernum Phil. - Trifolium vesiculosum Savi - Trifolium vestitum D. Heller & Zohary - Trifolium virginicum Small - Trifolium wentzelianum Harms - Trifolium wettsteinii Dörfl. & Hayek - Trifolium wigginsii J. M. Gillett - Trifolium willdenovii Spreng. - Trifolium wormskioldii Lehm. |

## Galeria

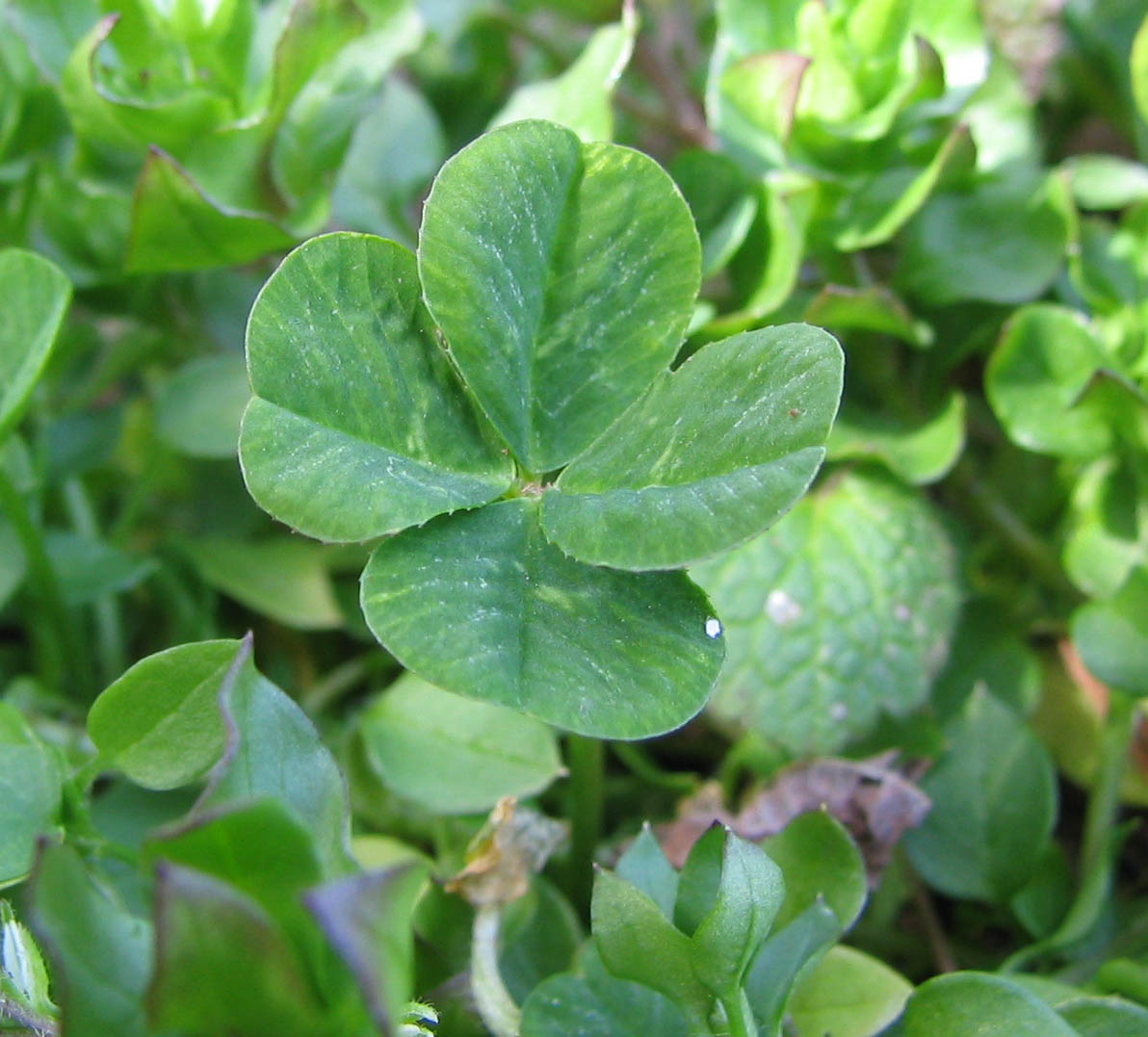
Trevo de quatro folhas.
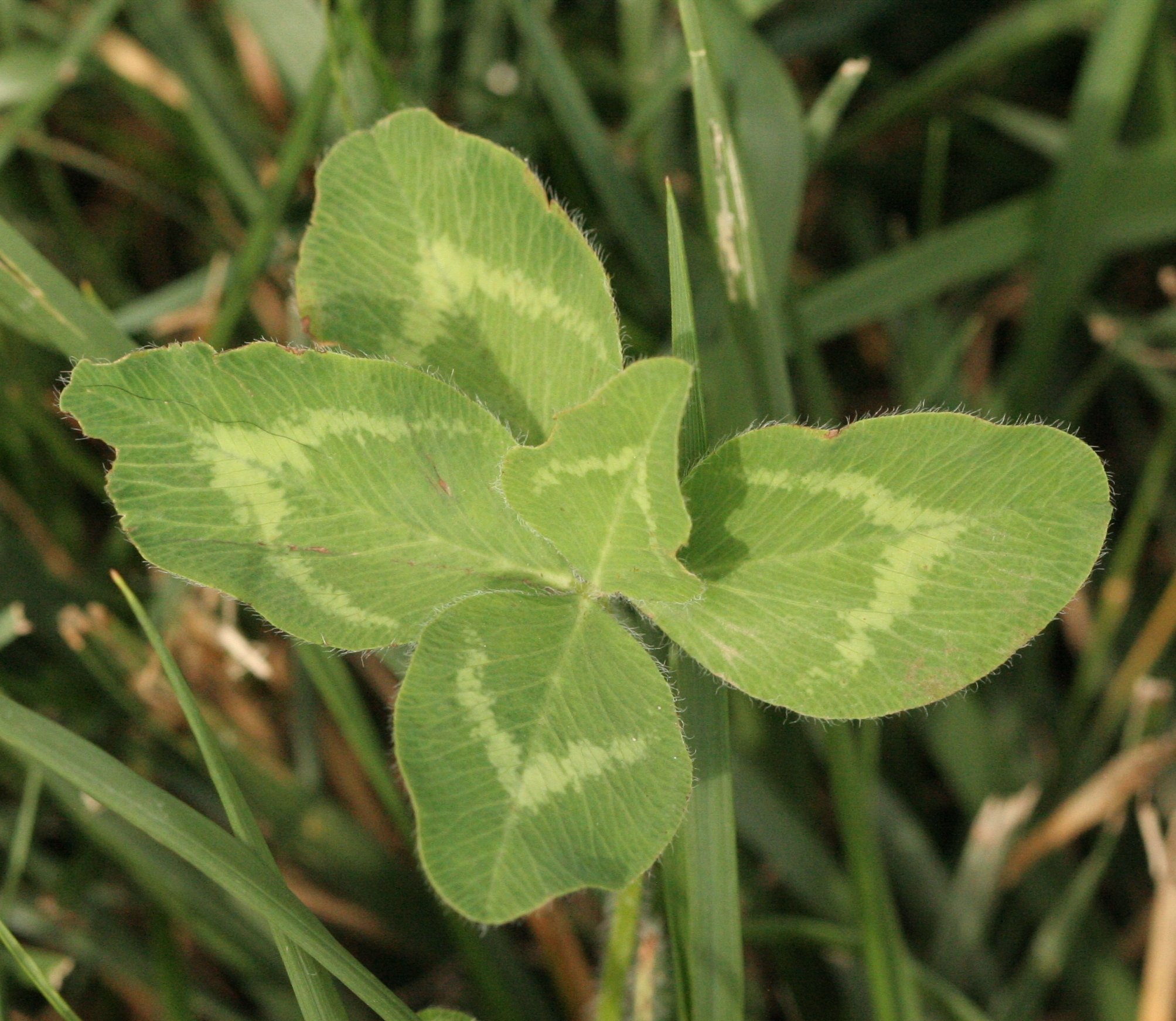
Trevo de cinco folhas.
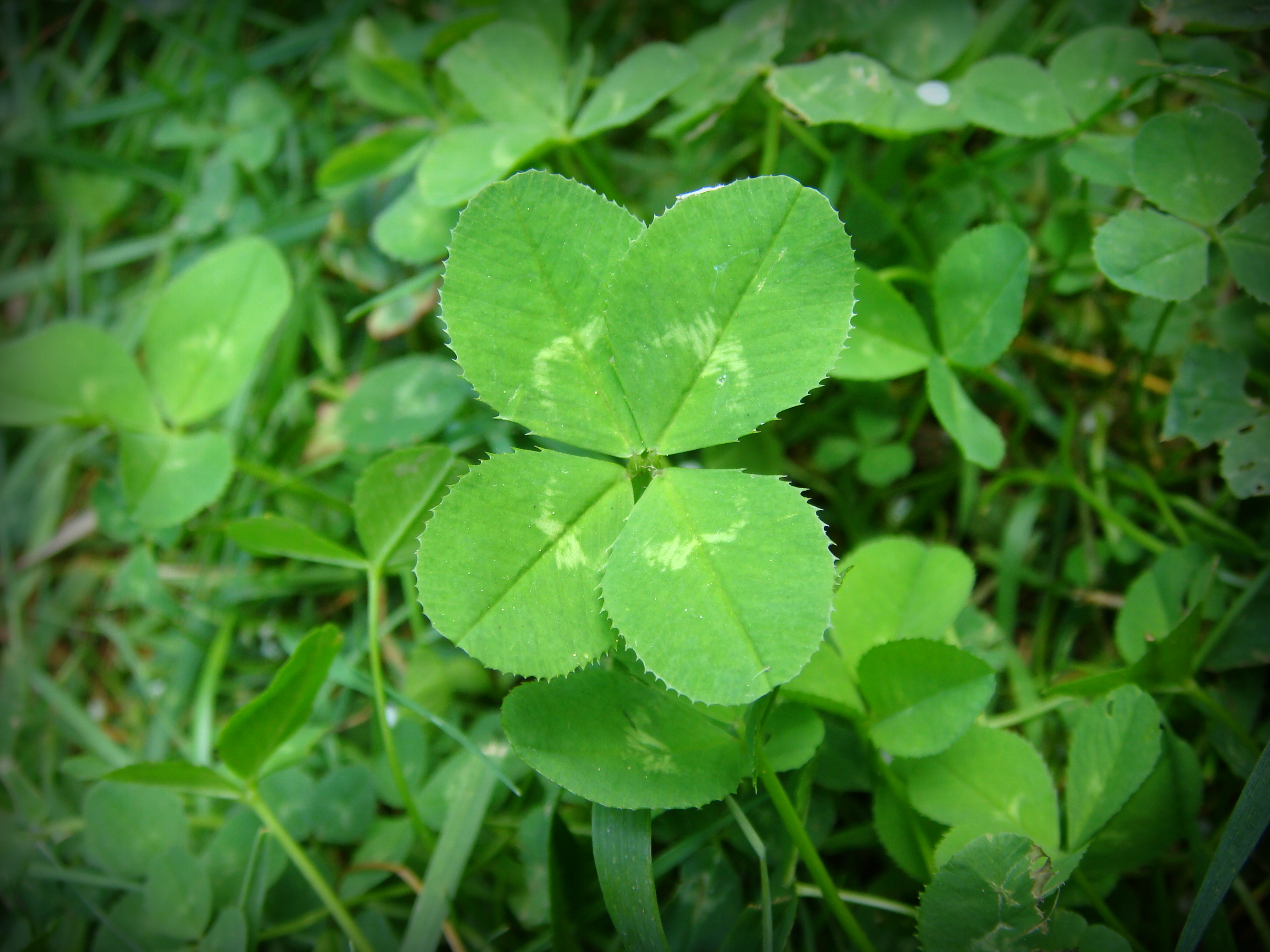
Trifolium repens.
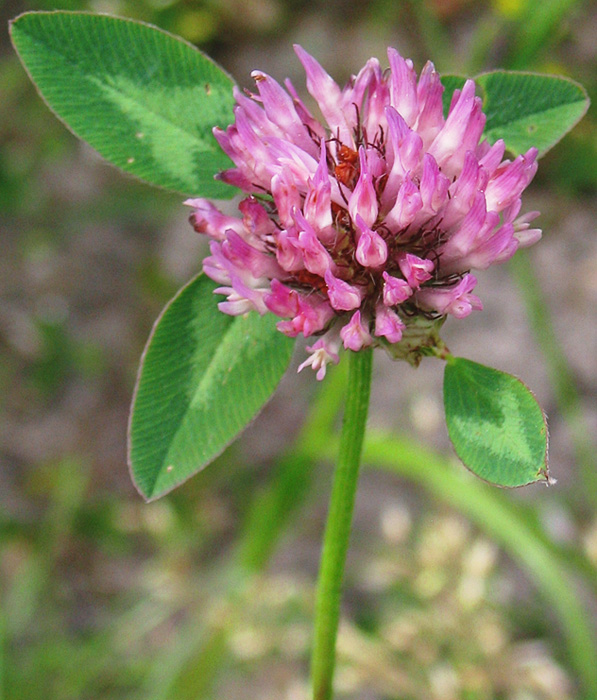
Inflorescência de Trifolium pratense.
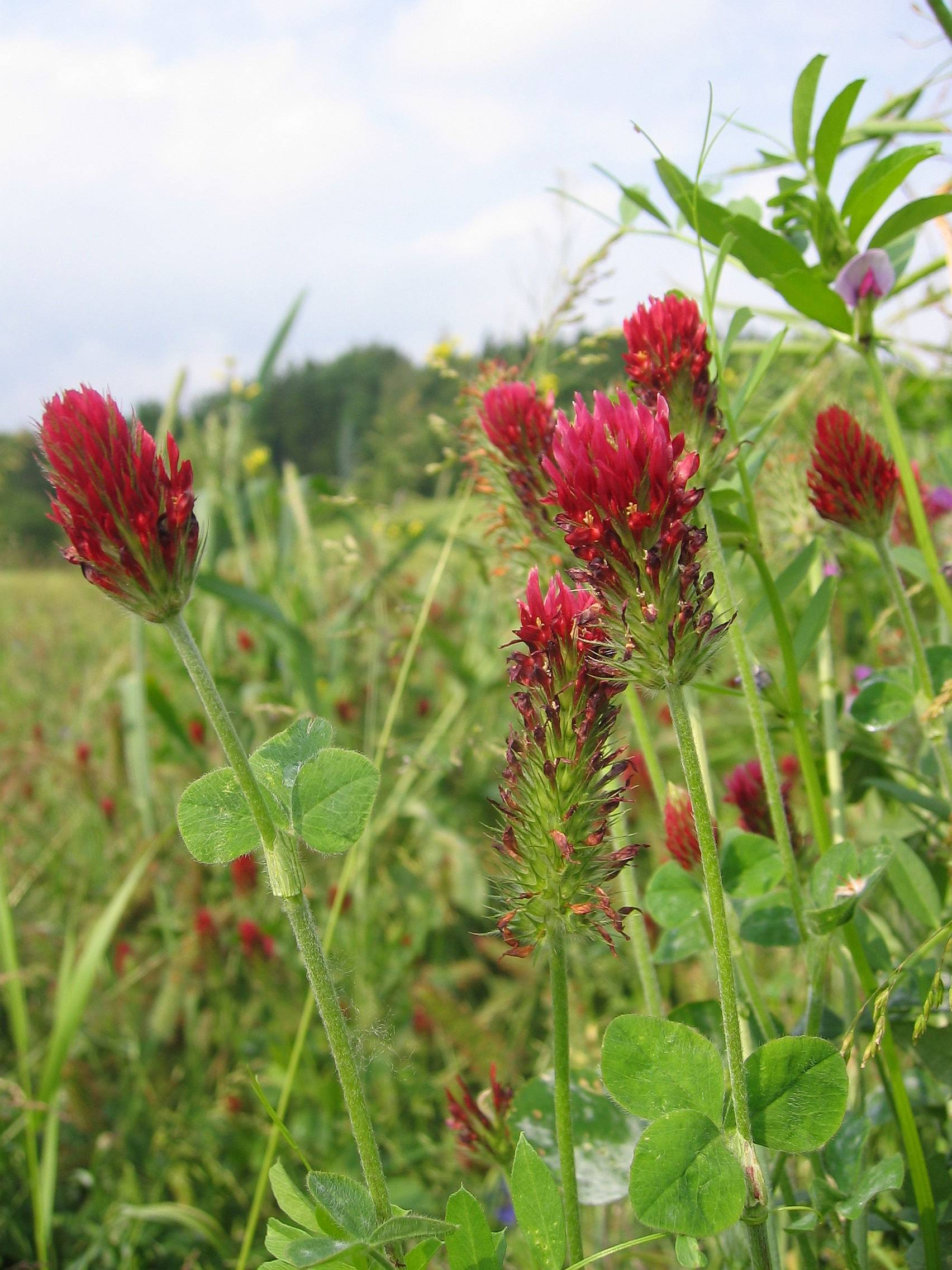
Trifolium incarnatum.
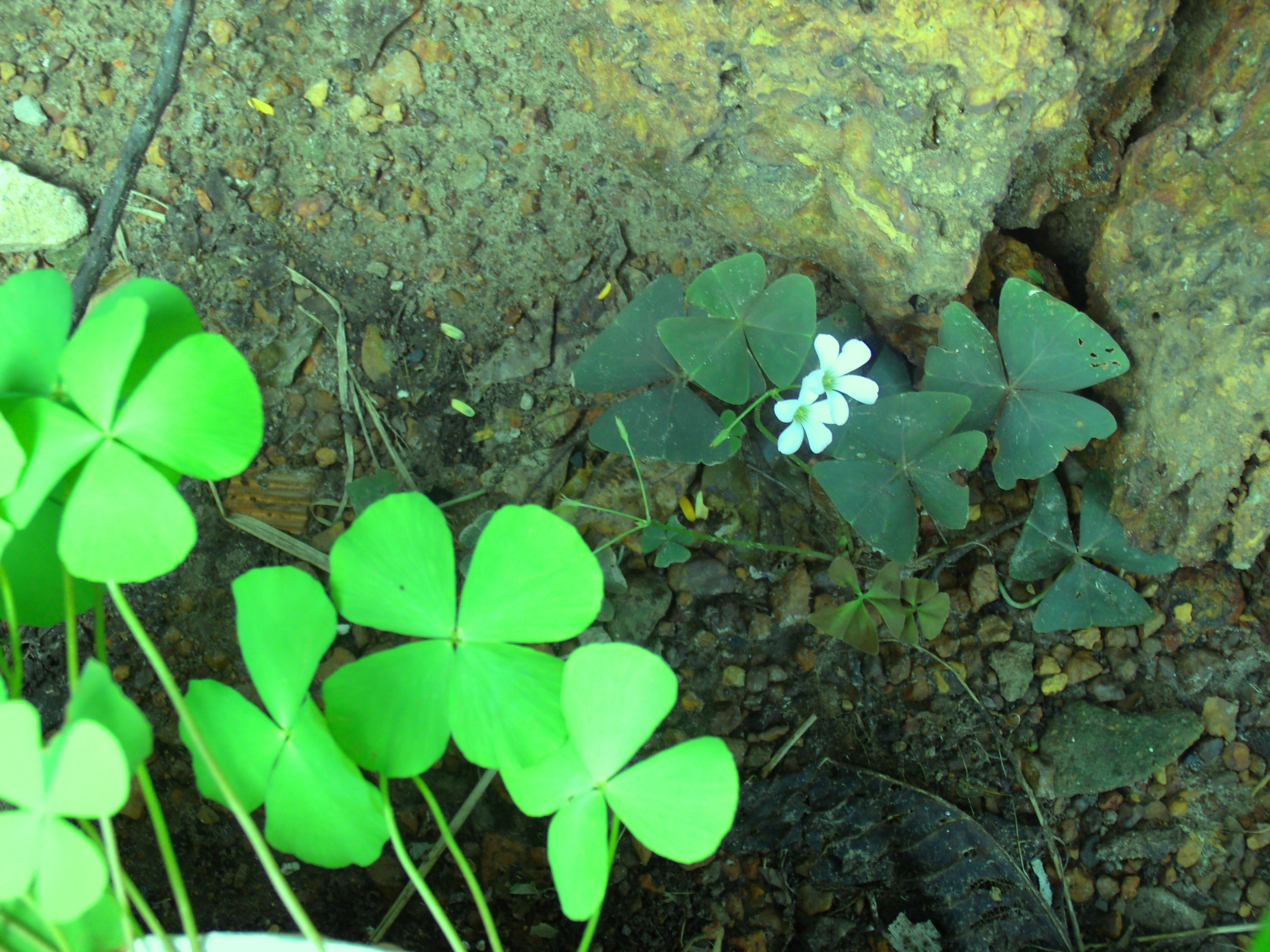
Vista de dois tipos, o trevo de quatro folha e o trevo-roxo, no Brasil.

## Classificação lineana do género
| Sistema | Classificação                      | Referência               |
| ------- | ---------------------------------- | ------------------------ |
| Linné   | Classe Diadelphia, ordem Decandria | Species plantarum (1753) |